# 竹田篤司
竹田 篤司（たけだ あつし、1934年10月5日 - 2005年6月3日）は、日本の哲学者。元明治大学教授。
愛知県生まれ。東京教育大学文学部哲学科、同大学院仏文学専攻博士課程中退。明治大学教養部教授を務め、2005年定年退任後、膵臓癌のため死去した。
デカルト、パスカルなどフランスモラリスト哲学者を研究し、『怪傑デカルト』の型破りな翻訳も話題になった。
西田幾多郎の弟子下村寅太郎に師事し、京都学派についても研究を進め、野上弥生子と晩年の田辺元との「往復書簡集」を編み、恋愛関係などを明らかにした。

## 著書
- 『デカルトの青春 思想と実生活』勁草書房、1965年
- 『パスカル 地獄絵作者の世界』河出書房新社、1973年
- 『モラリスト 生き続ける人間学』中公新書、1978年7月
- 『西田幾多郎』中公叢書、1979年3月
- 『近代フランス哲学講義』論創社、1999年10月
- 『フランス的人間 モンテーニュ・デカルト・パスカル』論創社、2000年10月
- 『物語「京都学派」－知識人たちの友情と葛藤』中公叢書、2001年10月／中公文庫、2012年7月
- 『明治人の教養』文春新書、2002年12月

### 共編著
- 『哲学の名著12選』学陽書房、1972年

古田光、廣川洋一、中野幸次、竹田篤司、上妻精、飯島宗享、城塚登、岩永達郎、新田義弘、市倉宏祐による共編著
- 『田辺元・野上弥生子 往復書簡』宇田健共編、岩波書店、2002年、岩波現代文庫（上下）、2012年

### 翻訳
- 省察と箴言 ヴォーヴナルグ 世界人生論全集 第9 筑摩書房 1963
- モナドロジー ライプニッツ 清水富雄共訳 世界の名著 25 中央公論社 1969/中公クラシックス 2005
- デカルト著作集 3 書簡集 白水社 1973、新版1993、増補版2003
- 哲学講義 2 ポール・フルキエ 足立和浩共訳 筑摩書房 1976/ちくま学芸文庫 1997
- ライプニッツ著作集8 アルノーとの往復書簡 工作舎 1990
- デカルトさんとパスカルくん 劇的対話 ジャン＝クロード・ブリスヴィル 石井忠厚共訳  工作舎 1989
- 快傑デカルト 哲学風雲録 ディミトリ・ダヴィデンコ 中田平共訳  工作舎 1992.4
- 裸眼のスペイン 燃えあがる「史」の開顕 フリアン・マリーアス 西澤龍生共訳 論創社 1992
- パスカルの哲学 ジャン・ブラン 白水社・文庫クセジュ 1994.7
- 憎悪の樹 アングロvsイスパノ・アメリカ フィリップ・ウェイン・パウエル 西澤龍生共訳 論創社 1995.6
- 父が子に語る人間の生き方 1・2 フェルナンド・サバテール 河出書房新社 1996-1997

#### 児童向け
- みつごのおてんばむすめ メルセ・コンパニュ 辻昶共訳 DEMPAペンタン
  - すてきないろのまち 1986
  - ちびっこオーケストラ 1986.11
  - もうすぐクリスマス 1986.11
  - おかねもうけはたいへん 1987.11
  - スポーツだいすき 1987.11
  - たのしいキャンプ 1987.11
  - いたずらだいすき 1989.9
  - いよいよようちえん 1989.9
  - こんにちはみなさん 1989.9

- どこにいるのダビドくんシリーズ ドローレス・マヨルガ 辻昶共訳 ペンタン
  - ダビドくんといろいろなおはなし 1991.9
  - ダビドくんまちへいく 1991.9
  - ダビドくんのなつやすみ 1992.12
  - ダビドくんたびにでる 1992.12